# Aaron Clark
Aaron Clark, född 16 oktober 1787 i Worthington, Massachusetts, död 2 augusti 1861 i Brooklyn, New York, var en amerikansk politiker (whig). Han var New Yorks borgmästare 1837–1839.